# Erik Truffaz
Erik Truffaz (ur. 3 kwietnia 1960 w Szwajcarii) – francuski trębacz jazzowy.

## Życiorys
W wieku 6 lat zaczął uczyć się grać pod opieką swojego ojca, również muzyka, a od 8 roku życia występował publicznie. W 1973 grał już w zespole, na ogół na balach, jednak dość szybko przestał się interesować muzyką taneczną. W 1975 rozpoczął występy z René Estève. W 1980 spotkał Marca Erbettę i wspólnie założyli zespół Orange – grali połączenie funku i jazzu. Trzy lata później wstąpił do brazylijskiego zespołu Cruzeiro du sul; wraz z nim wystąpił między innymi w Montreux, a także nagrał 3 płyty. W tym czasie utrzymywał się głównie z udzielania lekcji gry na fortepianie.
W wieku trzydziestu lat postanowił założyć własny zespół. W jego skład weszli: Marcelo Giuliani – bas, Marc Erbetta, Pierre i Luc Vallet – fortepian, Maurice Magnoni – saksofon. W 1993 wygrali nagrodę specjalną jury na konkursie "la Défense de la ville de Paris". Koncertował między innymi z raperami (Nya i Pierre Audeta). W 1995 w Awinionie po koncercie podszedł do niego Habib Achour, którego 15 lat wcześniej uczył grać na fortepianie. Truffaz zaproponował mu współpracę. Dzięki Achourowi i pośrednictwu głównego producenta EMI ich płyta Out of dream została wydana przez Blue Note w 1997 (pierwsza w historii tej wytwórni płyta  francuskiej grupy). Następnie wydali album The Dawn, a później Bending New Corners, którego promocję kończył koncert w Hali Olipmii w Paryżu w 2001. Następne albumy i przedsięwzięcia są dalszymi eksperymentami, zabawą konwencją (od jazzu po pop). Od 2002 Erik Truffaz Quartet występuje w nowym-starym składzie: Marc Erbetta, Marcello Guilliani, Patrick Muller. Kwartet ten gra muzykę stanowiącą kombinację jazzu, rocka, rapu, drum'n'bassu i popu.

## Dyskografia
- Nina Valéria (1994)
- Out of a Dream (1997)
- The Dawn (1998)
- Bending New Corners (1999)
- The Mask (2000)
- Mantis (2001)
- ReVisité (2001)
- Magrouni (2002)
- Tales of the Lighthouse (2002)
- The Walk of the Giant Turtle (2003)
- Saloua (2005)
- Face-à-face (2CD Live & DVD) (2006)
- Arkhangelsk (2007)
- Benares (2008)
- Mexico (2008)
- Paris (2008)
- In between (2010)
- El tiempo de la Revolución (2012)
- Being Human Being (with Murcof) (2014)
- Doni Doni (2016)